# 刷尾负鼠
帚尾袋貂（Trichosurus vulpecula），又名走地蝠袋鼠或狐袋鼬，是體型最大的袋貂。其學名的意思是「毛尾的小狐」，因為牠們的外觀像狐。牠們的尾巴為捲纏尾，下身底部則沒有毛。在城市中很易看見牠們的蹤跡，是少數生活在澳洲大自然及人工環境的動物之一。
帚尾袋貂是夜間活動的。牠們主要是吃葉子的，但亦會吃細小的哺乳動物，如家鼠。在很多澳洲的棲息地中，桉樹會佔牠們食物的大部份，但卻並非主要部份。這可能是因在桉樹葉中含有單寧酸或其他保護性的化學物質。在人類生活的環境中，牠們是著名的搶掠者，專向果樹、蔬菜園及廚房埋手。

## 行為

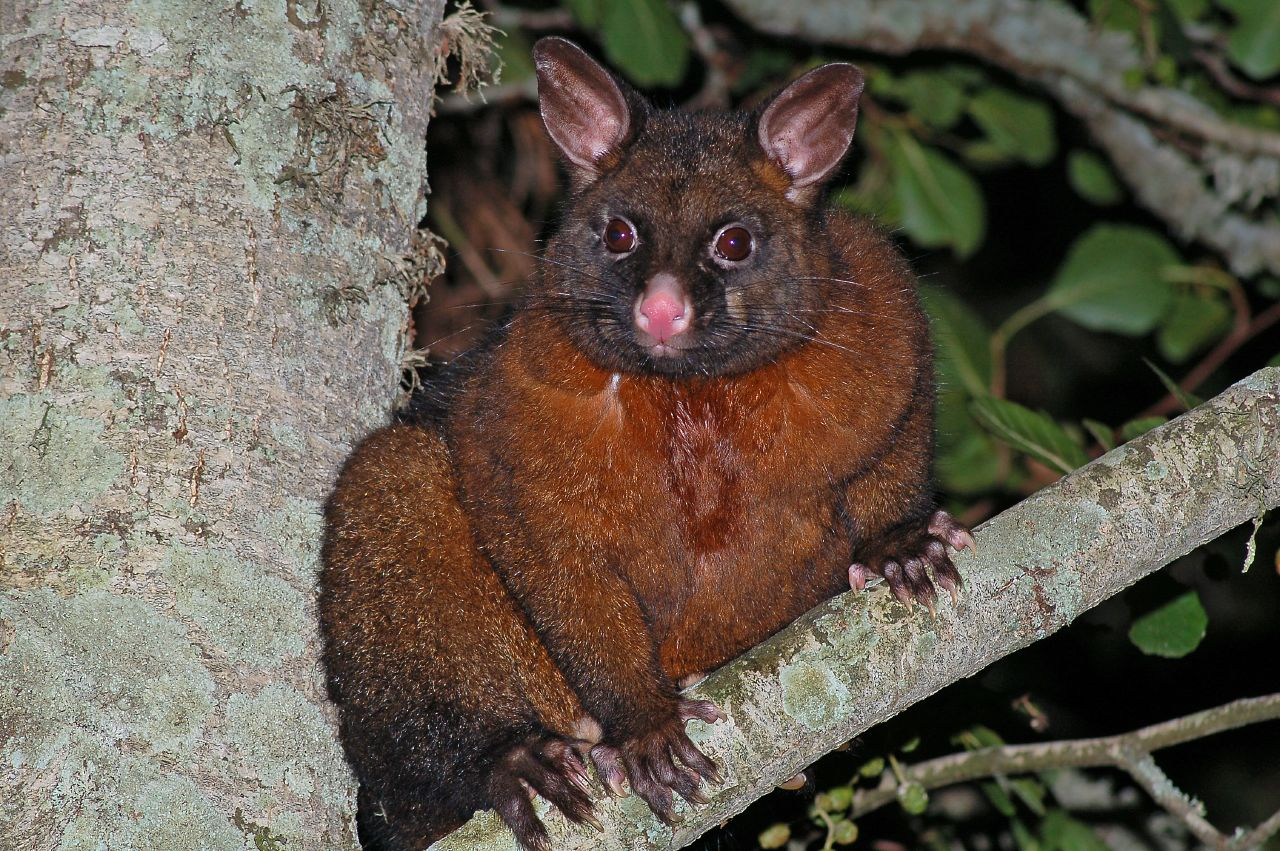
帚尾袋貂是晚間出沒的。

在日間，帚尾袋貂會在樹上的巢或其他方便的地方（如天花的空間）睡覺。雖然牠們主要是在樹上生活的，但亦會有很多時間在地上出沒。牠們是可以站立的。
雄性帚尾袋貂會發出非常大的嘶叫來保護領土。牠們亦會有其他的發聲，主要都是喀嚓聲。大部份帚尾袋貂都相對寂靜。牠們一般都是獨自生活，或以細小群族聚居。帚尾袋貂是有高度的區域性，對外來的動物或負鼠本身都帶有攻擊性。

## 飼養
在很多地區都是禁止飼養帚尾袋貂的。若是人工養大的刷尾袋貂，會很馴服，但仍會本能性的到處搜尋。人工哺育帚尾袋貂需要在斷奶後，以樹葉及花朵、或果實及蔬菜來取代母乳。一般的錯誤是主要以果實及蔬菜來餵飼，這會阻礙食道內微生物的發育，嚴重會造成死亡。
帚尾袋貂是非常聰明的動物，智力可與狗相比，故可以教授飼養的帚尾袋貂一些花式，如「坐下」等一般動作。教授時須留意要給予確實的指示，並經常給予獎勵。

## 生態的影響

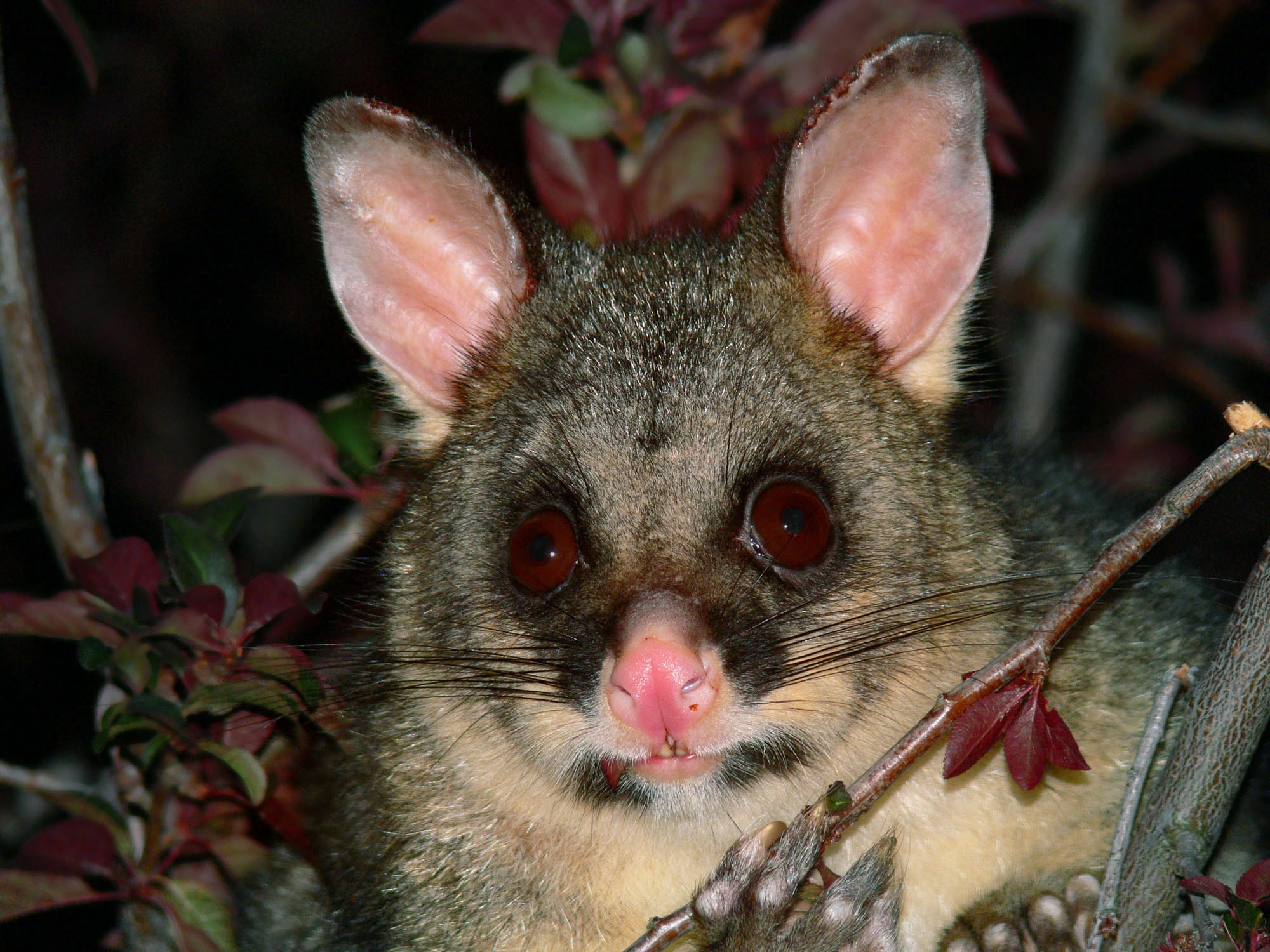
帚尾袋貂的近鏡。

歐洲移民曾在新西蘭發展毛皮工業而引入帚尾袋貂，現時牠們的數量約有7000萬頭。引入帚尾袋貂造成了生態的破壞，因為當地的植物都是在沒有帚尾袋貂的情況下進行演化。帚尾袋貂選擇性地吃當地的蔬菜，特別對闊葉樹（如鐵心木屬）造成破壞。從而引發與鳥類對食物的競爭、森林的組成及冠層的瓦解。牠們對假山毛櫸屬沒有很大的影響，但牠們吃了很多自然生長的品種，從而減少了假山毛櫸屬的多樣性。帚尾袋貂是機會主義者，會掠食鳥類的蛋。國際自然保護聯盟物種存續委員會的入侵物種專家小組（ISSG）列為世界百大外來入侵種。
帚尾袋貂被認為是牛結核病的帶菌者，對牛乳業、牛肉業及鹿肉業造成危害。但是其傳播途徑卻未曾清楚。
捕捉及毒殺帚尾袋貂能成功的減少其數量。一般的獵人為控制害蟲或狩獵毛皮都會使用氰化物來殺死帚尾袋貂，而新西蘭政府則使用代號1080的氟醋酸鈉來處理較大的面積。研究發現原住的鳥類只有少量的減少，而原住的無脊椎動物及哺乳動物則會在牠們的數量回升後而被比下去。另一個好處是一些其他入侵物種的副獵獲。個別亦有報告指寵物受到1080的毒害，成因可能是吃了被毒殺的帚尾袋貂屍體。
為避免對幼樹造成破壞，帚尾袋貂的數量必須保持在該區域約為5%的程度才算正常水準。帚尾袋貂在新西蘭被認為是主要的生態危害，一些生態組織更建議將之滅絕。但是牠們所造成的影響是很複雜的，尤其加上紅鹿及山羊的引入，另外人類活動如農業、砍伐森林及礦業等。
狩捕帚尾袋貂一直持續，牠們的毛皮亦被作為買賣。不過這些因毛皮而被獵殺的刷尾負鼠數量比因中毒而死亡只屬小數。環境學者質疑這個行業是否為減少或滅絕帚尾袋貂。一些新西蘭公司將牠們的毛皮出口至台灣、香港及馬來西亞。

## 外部連結
- Brushtail Possum
- Landcare Research NZ
- Brushtail Possum（页面存档备份，存于） at Animal Diversity Web